# Visuele handicap
Een visuele beperking is een functieverlies van het zicht. Dit verlies kan gedeeltelijk of totaal zijn. In geval van een totaal verlies aan zicht, spreekt men van blindheid. Indien er sprake is van minder dan 5% zicht of een gezichtsveld kleiner dan 10 graden dan wordt dit maatschappelijk blind genoemd. Een gedeeltelijk verlies van zicht noemt men slechtziendheid. Indien het probleem veroorzaakt wordt door een foutieve interpretatie van visuele prikkels, ontstaan handicaps als dyslexie, problemen met het visuele geheugen, en zo verder.

## Oorzaken
De oorzaken van gezichtsproblemen kunnen zich stellen ter hoogte van 
- het oog
- de zenuwgeleiding
- de hersenen

### Het oog
Ter hoogte van het oog onderscheidt men meerdere problemen. Het hoornvlies is het deel in het oog waar licht binnenkomt. Het is het buitenste, glasachtige deel van ons oog. Op het hoornvlies plakt men de contactlenzen. Het hoornvlies heeft veel zenuwuiteinden. Daarom doet het zo pijn als er iets in je oog komt, bijvoorbeeld een vlieg.

#### Glasachtig lichaam
Het glasachtig lichaam is doorzichtig en biedt steun aan de oogbol. Indien de druk in dit lichaam te hoog wordt, spreekt men van glaucoom. Bij onderdruk van het glasachtig lichaam riskeert men een netvliesloslating (zie verder). In geval het glasachtig lichaam troebel wordt, bijvoorbeeld door een bloeduitstorting of ten gevolge van aanwezige proteïnen, vermindert het zicht al dan niet tijdelijk.

#### Netvlies
In het netvlies bevinden zich de receptoren die de lichtstimulus omzetten in elektrische prikkels. Wanneer dit netvlies, bijvoorbeeld door onderdruk van het glasachtig lichaam, loslaat van het onderliggende vaatvlies, sterft het netvlies af met blindheid tot gevolg. Wanneer er geen, onvoldoende of slechtwerkende kegeltjes aanwezig zijn, lijdt men aan kleurenblindheid. Verbranding van het netvlies door sterke lichtstralen (rechtstreeks zonlicht, laslicht) veroorzaakt een definitieve beschadiging of vernietiging van (een deel van) de staafjes en kegeltjes.

### Zenuwgeleiding
De elektrische prikkels, afkomstig van de staafjes en kegeltjes worden via de zenuwen naar de hersenen geleid. Wanneer er in deze geleiding een stoornis is, wordt het zicht verstoord.

#### Oogzenuw
Ter hoogte van de uitmonding van de oogzenuw ontstaat een blinde vlek op het netvlies. Deze is fysiologisch. Wanneer er zich een bloeduitstorting, afrukking of compressie van de oogzenuw voordoet, is er een geheel of gedeeltelijke uitval van het zicht van het aangetaste oog.

#### Chiasma opticum
Het chiasma opticum is de kruising van beide oogzenuwen, gelegen boven de hypofyse. Compressie van het chiasma opticum is veelvoorkomend ten gevolge van problemen ter hoogte van de hypofyse, bijv. hypofysetumor. Afhankelijk van de compressie is er een specifieke uitval van het gezichtsveld in één of beide ogen.

### Hersenen
Bij slecht of niet functioneren van de hersengebieden die instaan voor de interpretatie van visuele prikkels, kunnen er meerdere problemen ontstaan. Ten gevolge van aangeboren afwijkingen of hersenletsel ter hoogte van de visuele cortex kan er gedeeltelijke of gehele blindheid ontstaan door de afwezigheid van interpretatie van de prikkels. Verkeerdelijke interpretatie van visuele prikkels kan leiden tot dyslexie, illusies of gezichtsbedrog. Deze foutieve interpretatie kan aangeboren zijn of veroorzaakt worden door chemische stoffen zoals drugs.